# Kościół św. Wincentego á Paulo w Zbójnej
Kościół pw. Świętego Wincentego á Paulo – rzymskokatolicki kościół parafialny należący do dekanatu Łomża - św. Brunona diecezji łomżyńskiej.

## Historia

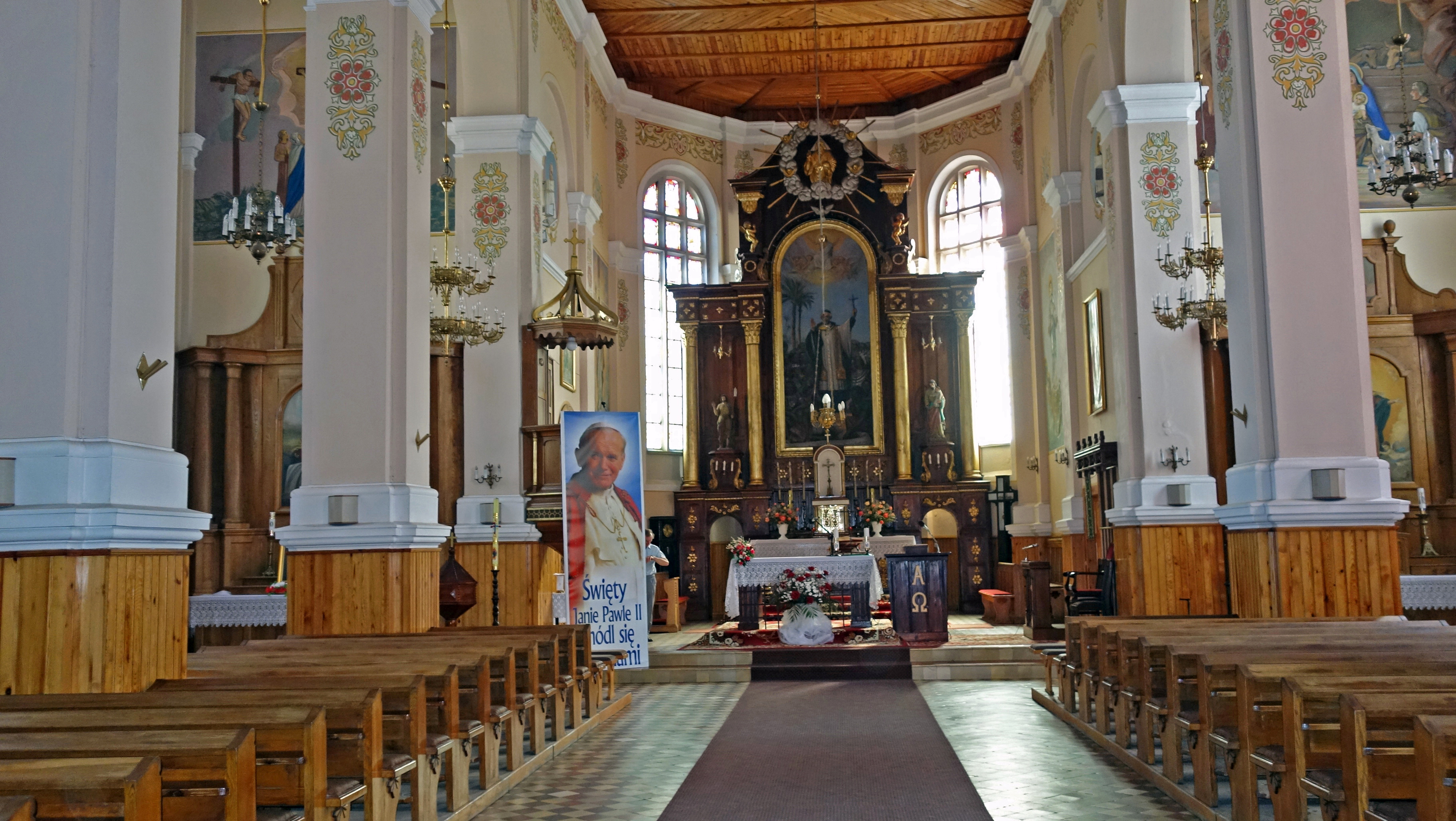
Wnętrze świątyni

Jest to świątynia murowana wzniesiona w latach 1889–1892. Pobłogosławiona została w dniu 23 sierpnia 1992 przez ks. Wincentego Sienkiewicza, proboszcza nowogrodzkiego. W 1915 budowla została zniszczona, w 1923 odbudowana dzięki staraniom ks. Aleksandra Witkowskiego. Konsekrował ją w dniu 27 czerwca 1926 biskup łomżyński Romuald Jałbrzykowski. W latach 1980–1992 dzięki staraniom ks. Jerzego Śleszyńskiego świątynia została gruntownie wyremontowana.
Kościół jest wpisany do rejestru zabytków.